# Lista de obras de arte na Linha 5 do Metrô de São Paulo
Lista de obras de arte instaladas na Linha 5 do Metrô de São Paulo também conhecida como Linha Lilás, que fazem parte do Acervo da Companhia do Metropolitano de São Paulo - Metrô, chamada Arte no Metrô. 

## Lista de obras
| Imagem | Título             | Artista           | Ano de criação | Gênero | Material                                          | Dimensões  | Estação e Localização          |
| ------ | ------------------ | ----------------- | -------------- | ------ | ------------------------------------------------- | ---------- | ------------------------------ |
|        | Mitocôndria        | Antonio Peticov   | 2002           | Mural  | Acrílica sobre concreto                           | 3 m x 15 m | Estação Santo Amaro (mezanino) |
|        | A Conexão          | Antonio Peticov   | 2002           | Mural  | Acrílica sobre concreto                           | 3 m x 7 m  | Estação Santo Amaro (mezanino) |
|        | A Passagem         | Antonio Peticov   | 2002           | Mural  | Acrílica sobre concreto                           | 3 m x 7 m  | Estação Santo Amaro (mezanino) |
|        | Voo de Aproximação | Gilberto Salvador | 2002           | Painel | Pintura e esmalte em cerâmica de alta temperatura | 150 m 2    | Estação Largo Treze (mezanino) |